# T-MPLS
T-MPLS (ти-эм-пи-эл-эс, англ. Transport Multiprotocol Label Switching - транспортная многопротокольная коммутация по меткам) представляет собой технологию, разработанную специально для применения в пакетных транспортных сетях операторов связи. Как следует из названия, T-MPLS основана на технологии MPLS. Работа над набором стандартов T-MPLS была начата ITU-T в феврале 2006 г. Предполагалось создание ряда стандартов, описывающих построение пакетной сети, ориентированной на соединения. Реализация T-MPLS в рамках разработанного ряда стандартов представляется как упрощенная технология MPLS. Упрощение достигается за счет отказа от функциональности, не связанной с ориентированной на соединения пакетной сетью (упрощение самой технологии MPLS) и добавлением механизмов критичных для функционирования транспортной сети (упрощение управления и обслуживания пакетной сети).
Работа над развитием стандартов T-MPLS была прекращена ITU-T в декабре 2008 г. В качестве последующего развития идей, заложенных в T-MPLS, предлагается новая технологией MPLS-TP.
В T-MPLS используются те же самые принципы построения архитектуры сети, что и в технологиях SDH или OTN. Выбор архитектуры построения технологии T-MPLS близкой к технологиям SDH и OTN обусловлен тем, что операторы связи имеют разработанные процессы управления и рабочие процедуры для развития и обслуживания сетей связи, основанных на этих технологиях.

## Отличия от MPLS
При разработке стандартов T-MPLS из технологии MPLS были удалены некоторые функции, относящиеся к сетевому уровню. Это позволило на всем участке сети T-MPLS между границами гарантировать целостность OA&M пакетов, используемых для мониторинга и защитного переключения туннелей.
Отличиями T-MPLS от MPLS является отсутствие в стандарте T-MPLS следующих функций:
- Удаление MPLS метки на предпоследнем узле сети (PHP, англ. Penultimate Hop Popping).
- Объединение LSP , когда весь трафик, посылаемый в одном направлении с одного узла, может использовать одну и ту же MPLS метку.
- Множественные маршруты равной стоимости (ECMP, англ. Equal Cost Multiple Path).
- Однонаправленные LSP. В стандарте T-MPLS используются только двунаправленные LSP.

При удалении MPLS метки на предпоследнем узле в обычной MPLS сети последнее соединение в маршруте LSP основано на протоколе IP, а не на MPLS. Это позволяет снизить нагрузку на маршрутизатор, но контроль целостности OA&M пакетов до последнего узла становится более сложным и даже невозможным, так как значение MPLS метки теряется. Поэтому данная функция была удалена из стандарта T-MPLS, так как она противоречит ориентированной на соединения архитектуре.
Объединение LSP так же противоречит ориентированной на соединения архитектуре, так как при этом затрудняется определение источника трафика, возникают проблемы с OA&M пакетами и мониторингом производительности.
Функция множественных маршрутов равной стоимости (ECMP) так же была удалена из стандарта T-MPLS, так как позволяет трафику внутри одного LSP передаваться поверх нескольких путей. Это усложняет обработку IP заголовков, MPLS меток и механизмы OA&M и мониторинга производительности.
Причина отказа от однонаправленных LSP в стандарте T-MPLS заключается в особенности использования T-MPLS как технологии транспортной сети оператора. Транспортные сети обслуживают двунаправленные соединения, поэтому T-MPLS работает с парами прямых и обратных LSP следующих через одни и те же узлы и соединения. Двунаправленных LSP позволяют использовать новые механизмы защиты трафика, основанных на использовании центральной системы сетевого управления, отличные от используемой в MPLS быстрой перемаршрутизации (FRR, англ. Fast Reroute).

## Конкурирующие технологии
Для использования в качестве ориентированной на соединения технологии пакетной транспортной сети операторов как альтернатива предлагается технология PBB-TE.